# BBCode
BBCode, een afkorting van Bulletin Board Code, is een type opmaaktaal die wordt gebruikt voor de opmaak van berichten in veel internetforumsoftware.
BBCode werd voor het eerst geïntroduceerd in 1998 en bestaat uit verschillende "tags" die meestal worden omgeven door rechte haken of blokhaken ([ en ]). De gebruiker kan zijn tekst hiermee vet, groter, of van andere effecten voorzien. Vervolgens vertaalt de forumsoftware de opmaakcode naar HTML-code.

## Voorbeelden
- [b]Vette tekst[/b]
- [u]Onderstreepte tekst[/u]
- [quote]Tekst met een citaat[/quote]
- [style size="30px"]Grote tekst[/style]
- [style color="violet"]Tekst in de kleur violet[/style]
- [img]https://commons.wikimedia.org/wiki/File:Aardbei.jpg[/img]
- [url=https://nl.wikipedia.org]Link naar de Nederlandstalige Wikipedia[/url]